# Q Cygni
Q Cygni (förkortat Q Cyg)  som är stjärnans Bayerbeteckning, är en variabel stjärna belägen i den nordvästra delen av stjärnbilden Svanen (stjärnbild). Den är också känd som Nova Cygni 1876, och har beteckningarna NGC 7114 och HR 8296. Som en av de tidigaste registrerade novorna upptäcktes Q Cygni av astronomen Johann Friedrich Julius Schmidt den 2 november 1876. Stjärnan hade genomgått en nova med förstärkning till ca 3:e magnituden och kvarstod som sådan i fyra dygn.

## Egenskaper
Q Cygni kallas kataklysmisk variabel[3] och består av en vit dvärg i nära omlopp med en annan stjärna, som omkretsar varandra med en period på ca 10 timmar. Den vita dvärgen är omgiven av en ackretionsskiva, som lyser mycket starkare än stjärnan den omger. Konstellationen har uppskattats befinna sig på ett avstånd av 740 ± 11 parsec. Den sekundära stjärnan har beräknats ha en massa som är ungefär 0,6 gånger så stor som solens, vilket gör den till en orange dvärg av spektraltyp K5. Även känd som en givarstjärna, levererar den massa till den vita dvärgen via dess ackretionsskiva.
En liten nebulosa rapporterades runt novan, vilket ledde till att den listades i New General Catalogue som en möjlig planetarisk nebulosa. Någon nebulositet har dock inte noterats i moderna observationer och den reviderade katalogen listar detta som ett "obefintligt" objekt.